# Liga Conferência Europa da UEFA de 2021–22 – Primeira pré-eliminatória
A Primeira pré-eliminatória da Liga Conferência Europa da UEFA de 2021–22 foi disputada nos dias 8 e 15 de julho de 2021. Os 33 vencedores desta fase se qualificaram para a Segunda pré-eliminatória da Liga Conferência Europa.

## Sorteio
O sorteio da primeira pré-eliminatória da Liga Conferência Europa de 2021–22 foi realizado no dia 15 de junho de 2021, às 13:00 (CEST).
Um total de 66 equipes disputaram a primeira pré-eliminatória da Liga Conferência Europa. As equipes foram divididas em “Cabeça de chave” e “Não cabeça de chave” de acordo com o coeficiente de clube da UEFA de 2021 e foram alocadas em 8 grupos. Para os grupos de 1 a 7, foram separados dois potes, um contendo bolinhas com os números de 1 a 4, e outra com os números 5 a 8. As duplas de números sorteadas dos dois potes indicarão os confrontos de todas as equipes dos grupos. Para o grupo 8, será feita a mesma coisa, mas com um dos potes contendo os números de 1 a 5 e outro os números de 6 a 10. Em ambos os casos, o primeiro número sorteado em cada dupla indicará o mandante da partida de ida.
Equipes da mesma associação não podem ser sorteadas para se enfrentar.
| Grupo 1                                                              | Grupo 1                                                               | Grupo 2                                                                          | Grupo 2                                                                        | Grupo 3                                                             | Grupo 3                                                                | Grupo 4                                                                        | Grupo 4                                                                     |
| Cabeça de chave                                                      | Não cabeça de chave                                                   | Cabeça de chave                                                                  | Não cabeça de chave                                                            | Cabeça de chave                                                     | Não cabeça de chave                                                    | Cabeça de chave                                                                | Não cabeça de chave                                                         |
| -------------------------------------------------------------------- | --------------------------------------------------------------------- | -------------------------------------------------------------------------------- | ------------------------------------------------------------------------------ | ------------------------------------------------------------------- | ---------------------------------------------------------------------- | ------------------------------------------------------------------------------ | --------------------------------------------------------------------------- |
| - Levadia Tallinn (1) - Puskás Akadémia (2) - Drita (3) - Sūduva (4) | - Dečić (5) - Inter Turku (6) - St Joseph's (7) - Valmieras (8)       | - La Fiorita (1) - Santa Coloma (2) - Coleraine (3) - Domžale (4)                | - Velež Mostar (5) - Mons Calpe (6) - Birkirkara (7) - FC Swift Hesperange (8) | - Shkupi (1) - Tre Penne (2) - Partizani (3) - Maribor (4)          | - Sfântul Gheorghe (5) - Dinamo Batumi (6) - KF Llapi (7) - Urartu (8) | - Laçi (1) - Sarajevo (2) - KuPS (3) - Žilina (4)                              | - Noah (5) - Milsami Orhei (6) - Podgorica (7) - Dila Gori (8)              |
| Grupo 5                                                              | Grupo 5                                                               | Grupo 6                                                                          | Grupo 6                                                                        | Grupo 7                                                             | Grupo 7                                                                | Grupo 8                                                                        | Grupo 8                                                                     |
| Cabeça de chave                                                      | Não cabeça de chave                                                   | Cabeça de chave                                                                  | Não cabeça de chave                                                            | Cabeça de chave                                                     | Não cabeça de chave                                                    | Cabeça de chave                                                                | Não cabeça de chave                                                         |
| - FH (1) - Śląsk Wrocław (2) - KÍ (3) - Bala Town (4)                | - FK RFS (5) - Paide Linnameeskond (6) - Sligo Rovers (7) - Larne (8) | - Fehérvár (1) - Sutjeska Nikšić (2) - Petrocub Hîncești (3) - Široki Brijeg (4) | - Sileks (5) - Gagra (6) - Ararat Erevan (7) - Vllaznia (8)                    | - Stjarnan (1) - The New Saints (2) - Gżira United (3) - Europa (4) | - Sant Julià (5) - Glentoran (6) - Bohemian (7) - Kauno Žalgiris (8)   | - NSÍ (1) - FK Liepāja (2) - Spartak Trnava (3) - Dundalk (4) - Breiðablik (5) | - Honka (6) - Newtown (7) - Mosta (8) - Racing Luxembourg (9) - Struga (10) |

## Resultados
| Equipe 1            | Total       | Equipe 2            | 1.º jogo | 2.º jogo  |
| ------------------- | ----------- | ------------------- | -------- | --------- |
| Levadia Tallinn     | 4–2         | St Joseph's         | 3–1      | 1–1       |
| Inter Turku         | 1–3         | Puskás Akadémia     | 1–1      | 0–2       |
| Drita               | 3–1         | Dečić               | 2–1      | 1–0       |
| Sūduva              | 2–1         | Valmieras           | 2–1      | 0–0       |
| Birkirkara          | 2–1         | La Fiorita          | 1–0      | 1–1       |
| Mons Calpe          | 1–5         | Santa Coloma        | 1–1      | 0–4       |
| Velež Mostar        | 4–2         | Coleraine           | 2–1      | 2–1       |
| Domžale             | 2–1         | FC Swift Hesperange | 1–0      | 1–1       |
| Shkupi              | 3–1         | KF Llapi            | 2–0      | 1–1       |
| Tre Penne           | 0–7         | Dinamo Batumi       | 0–4      | 0–3       |
| Partizani           | 8–4         | Sfântul Gheorghe    | 5–2      | 3–2       |
| Maribor             | 2–0         | Urartu              | 1–0      | 1–0       |
| Podgorica           | 1–3         | Laçi                | 1–0      | 0–3 (pro) |
| 'Milsami Orhei      | 1–0         | Sarajevo            | 0–0      | 1–0       |
| Noah                | 1–5         | KuPS                | 1–0      | 0–5       |
| Žilina              | 6–3         | Dila Gori           | 5–1      | 1–2       |
| FH                  | 3–1         | Sligo Rovers        | 1–0      | 2–1       |
| Paide Linnameeskond | 1–4         | Śląsk Wrocław       | 1–2      | 0–2       |
| FK RFS              | 6–5         | KÍ                  | 2–3      | 4–2 (pro) |
| Bala Town           | 0–2         | Larne               | 0–1      | 0–1       |
| Fehérvár            | 1–3         | Ararat Erevan       | 1–1      | 0–2       |
| Sutjeska Nikšić     | 2–1         | Gagra               | 1–0      | 1–1       |
| Sileks              | 1–2         | Petrocub Hîncești   | 1–1      | 0–1       |
| Široki Brijeg       | 3–4         | Vllaznia            | 3–1      | 0–3       |
| Stjarnan            | 1–4         | Bohemian            | 1–1      | 0–3       |
| Glentoran           | 1–3         | The New Saints      | 1–1      | 0–2       |
| Sant Julià          | 1–1 (3–5 p) | Gżira United        | 0–0      | 1–1 (pro) |
| Europa              | 0–2         | Kauno Žalgiris      | 0–0      | 0–2       |
| Dundalk             | 5–0         | Newtown             | 4–0      | 1–0       |
| Mosta               | 3–4         | Spartak Trnava      | 3–2      | 0–2       |
| FK Liepāja          | 5–2         | Struga              | 1–1      | 4–1       |
| Racing Luxembourg   | 2–5         | Breiðablik          | 2–3      | 0–2       |
| Honka               | 3–1         | NSÍ                 | 0–0      | 3–1       |

 A. ^  Ordem da partida invertida.

### Partidas de ida
| 08 de julho de 2021 | Levadia Tallinn                                     | 3 – 1     | St Joseph's | A. Le Coq Arena, Tallinn |
| 19:30 (20:30 EEST)  | Beglarishvili 2' · Agyiri 9' · Putinčanin 72' (pen) | Relatório | Pecci 74'   | Árbitro: ISR Snir Levy   |

| 08 de julho de 2021 | Inter Turku | 1 – 1     | Puskás Akadémia | Veritas Stadion, Turku   |
| 17:30 (18:30 EEST)  | Källman 59' | Relatório | Plšek 76'       | Árbitro: NOR Tore Hansen |

| 08 de julho de 2021 | Drita                        | 2 – 1     | Dečić    | Fadil Vokrri Stadium, Pristina |
| 20:00               | Ajzeraj 11' · Simonovski 78' | Relatório | Camaj 3' | Árbitro: POR Vitor Ferreira    |

| 08 de julho de 2021 | Sūduva                                           | 2 – 1     | Valmieras         | Sūduva Stadium, Marijampolė |
| 18:00 (19:00 EEST)  | Gorobsov 27' (pen) · Gkargkalatzidis 90+6' (pen) | Relatório | Krollis 35' (pen) | Árbitro: LUX Jasmin Šabotić |

| 08 de julho de 2021 | Birkirkara | 1 – 0     | La Fiorita | Estádio Nacional, Ta' Qali     |
| 20:00               | Yankam 14' | Relatório |            | Árbitro: CYP Nikolas Neokleous |

| 06 de julho de 2021 | Mons Calpe    | 1 – 1     | Santa Coloma | Victoria Stadium, Gibraltar |
| 17:50               | Hernández 81' | Relatório | Bellart 39'  | Árbitro: CZE Ondřej Berka   |

| 08 de julho de 2021 | Velež Mostar               | 2 – 1     | Coleraine  | Stadion Grbavica, Sarajevo      |
| 20:30               | Souza 37' (pen), 66' (pen) | Relatório | Doherty 9' | Árbitro: TUR Abdulkadir Bitigen |

| 08 de julho de 2021 | Domžale   | 1 – 0     | FC Swift Hesperange | Domžale Sports Park, Domžale           |
| 20:00               | Žinič 58' | Relatório |                     | Árbitro: AUT Christian-Petru Ciochirca |

| 08 de julho de 2021 | Shkupi                          | 2 – 0     | KF Llapi | Arena Toše Proeski, Skopje   |
| 20:00               | Markoski 36' · Rwatubyaye 90+4' | Relatório |          | Árbitro: NED Allard Lindhout |

| 08 de julho de 2021 | Tre Penne | 0 – 4     | Dinamo Batumi                                                | Estádio Olímpico de San Marino, Serravalle |
| 20:45               |           | Relatório | Pantsulaia 8' · Mamuchashvili 10' · Jighauri 18' · Zaria 58' | Árbitro: LTU Robertas Valikonis            |

| 08 de julho de 2021 | Partizani                                          | 5 – 2     | Sfântul Gheorghe                    | Elbasan Arena, Elbasani      |
| 20:00               | Lucas 17', 85' · Stênio Júnior 26', 61' · Cara 78' | Relatório | Volkov 44' (pen) · Solodovnicov 80' | Árbitro: SUI Lukas Fähndrich |

| 08 de julho de 2021 | Maribor    | 1 – 0     | Urartu | Stadion Ljudski vrt, Maribor  |
| 20:45               | Žugelj 56' | Relatório |        | Árbitro: BEL Nathan Verboomen |

| 06 de julho de 2021 | Podgorica         | 1 – 0     | Laçi | DG Arena, Podgorica             |
| 20:30               | Vujović 57' (pen) | Relatório |      | Árbitro: BEL Bram Van Driessche |

| 08 de julho de 2021 | Milsami Orhei | 0 – 0     | Sarajevo | CSR Orhei, Orhei                |
| 19:00 (20:00 EEST)  |               | Relatório |          | Árbitro: TUR Yasar Kemal Ugurlu |

| 08 de julho de 2021 | Noah                | 1 – 0     | KuPS | Estádio Republicano Vazgen Sargsyan, Ierevan |
| 16:00 (18:00 AMT)   | Popovitch 77' (g.c) | Relatório |      | Árbitro: MKD Igor Stojchevski                |

| 08 de julho de 2021 | Žilina                                                          | 5 – 1    | Dila Gori    | Štadión pod Dubňom, Žilina   |
| 18:45               | Anang 6' · Ďuriš 25', 64' · Bichakhchyan 56' (pen) · Jibril 82' | Relatóri | Nemsadze 84' | Árbitro: MLT Philip Farrugia |

| 08 de julho de 2021 | FH         | 1 – 0     | Sligo Rovers | Kaplakriki, Hafnarfjördur    |
| 20:00 (18:00 WET)   | Lennon 85' | Relatório |              | Árbitro: MLT Ishmael Barbara |

| 08 de julho de 2021 | Paide Linnameeskond | 1 – 2     | Śląsk Wrocław            | Pärnu Rannastaadion, Pärnu       |
| 20:00 (21:00 EEST)  | Golla 77' (g.c)     | Relatório | Piasecki 67' · Tamás 89' | Árbitro: ARM Ashot Ghaltakhchyan |

| 08 de julho de 2021 | FK RFS                     | 2 – 3     | KÍ                                          | Slokas Stadium, Jūrmala   |
| 18:00 (19:00 EEST)  | Lipušček 50' · Zjuzins 79' | Relatório | Sumareh 21' · Klettskarð 33' · Vatnsdal 70' | Árbitro: BUL Nikola Popov |

| 08 de julho de 2021 | Bala Town | 0 – 1     | Larne     | Park Hall, Oswestry            |
| 20:00 (19:00 BST)   |           | Relatório | McDaid 2' | Árbitro: FIN Mohammed Al-emara |

| 08 de julho de 2021 | Fehérvár    | 1 – 1     | Ararat Erevan | MOL Aréna Sóstó, Székesfehérvár |
| 20:00               | Heister 84' | Relatório | Pobulić 90+3' | Árbitro: MDA Ion Orlic          |

| 08 de julho de 2021 | Sutjeska Nikšić | 1 – 0     | Gagra | DG Arena, Podgorica            |
| 20:30               | Vuković 17'     | Relatório |       | Árbitro: GRE Emmanouil Skoulas |

| 08 de julho de 2021 | Sileks      | 1 – 1     | Petrocub Hîncești | Petar Miloševski Training Centre, Skopje |
| 16:00               | Dodevski 5' | Relatório | Plătică 45+4'     | Árbitro: WAL Robert Ian Jenkins          |

| 08 de julho de 2021 | Široki Brijeg                           | 3 – 1     | Vllaznia   | Stadion Pecara, Široki Brijeg |
| 21:00               | Stanić 43' (pen), 53' (pen) · Lukić 77' | Relatório | Çoba 90+2' | Árbitro: RUS Aleksei Matyunin |

| 08 de julho de 2021 | Stjarnan    | 1 – 1     | Bohemian    | Stjörnuvöllur, Garðabær   |
| 21:45 (19:45 WET)   | Atlason 25' | Relatório | Tierney 63' | Árbitro: DEN Sandi Putros |

| 08 de julho de 2021 | Glentoran    | 1 – 1     | The New Saints | The Oval, Belfast            |
| 19:45 (18:45 BST)   | McDonagh 82' | Relatório | Smith 13'      | Árbitro: CYP Loukas Sotiriou |

| 08 de julho de 2021 | Sant Julià | 0 – 0     | Gżira United | Estádio Nacional de Andorra, Andorra la Vella |
| 18:00               |            | Relatório |              | Árbitro: BIH Haris Kaljanac                   |

| 08 de julho de 2021 | Europa | 0 – 0     | Kauno Žalgiris | Victoria Stadium, Gibraltar |
| 20:00               |        | Relatório |                | Árbitro: NIR Andrew Davey   |

| 08 de julho de 2021 | Dundalk                                             | 4 – 0     | Newtown | Oriel Park, Dundalk       |
| 18:45 (17:45 IST)   | Duffy 34' · McMillan 39' · Patching 62' · Han 90+4' | Relatório |         | Árbitro: SMR Barbeno Luca |

| 06 de julho de 2021 | Mosta                                         | 3 – 2     | Spartak Trnava                     | Estádio Nacional, Ta' Qali      |
| 17:45               | Ememe Evo 23' · Failla 27' (pen) · Nsumoh 35' | Relatório | Twardzik 45+2' (pen) · Mikovič 79' | Árbitro: NOR Kristoffer Hagenes |

| 08 de julho de 2021 | FK Liepāja | 1 – 1     | Struga      | Daugava Stadium, Liepāja     |
| 16:00 (17:00 EEST)  | Dodô 31'   | Relatório | Iseni 90+3' | Árbitro: BLR Viktor Shimusik |

| 08 de julho de 2021 | Racing Luxembourg | 2 – 3     | Breiðablik                                     | Estádio Josy Barthel, Cidade de Luxemburgo |
| 19:00               | Mabella 15', 34'  | Relatório | Eyjólfsson 37' · Mikkelsen 66' · Muminović 88' | Árbitro: ARM Henrik Nalbandyan             |

| 08 de julho de 2021 | Honka | 0 – 0     | NSÍ | Bolt Arena, Helsinque              |
| 18:00 (19:00 EEST)  |       | Relatório |     | Árbitro: NIR Jamie Robert Robinson |

### Partidas de volta
| 15 de julho de 2021 | St Joseph's | 1 – 1     | Levadia Tallinn   | Victoria Stadium, Gibraltar |
| 18:30               | Juanfri 19' | Relatório | Beglarishvili 65' | Árbitro: POR Hugo Miguel    |

| 15 de julho de 2021 | Puskás Akadémia                | 2 – 0     | Inter Turku | Pancho Aréna, Felcsút          |
| 20:00               | Annan 4' (g.c) · Van Nieff 87' | Relatório |             | Árbitro: GRE Athanasios Tzilos |

| 15 de julho de 2021 | Dečić | 0 – 1     | Drita      | Stadion Tuško Polje, Tuzi |
| 20:45               |       | Relatório | Cuculi 84' | Árbitro: SUI Fedayi San   |

| 15 de julho de 2021 | Valmieras | 0 – 0     | Sūduva | Jānis Daliņš Stadium, Valmiera      |
| 18:00 (19:00 EEST)  |           | Relatório |        | Árbitro: ROU Marian Alexandru Barbu |

| 15 de julho de 2021 | La Fiorita  | 1 – 1     | Birkirkara     | Estádio Olímpico de San Marino, Serravalle |
| 20:45               | Di Maio 56' | Relatório | Montebello 53' | Árbitro: ALB Eldorjan Hamiti               |

| 15 de julho de 2021 | Santa Coloma                                                   | 4 – 0     | Mons Calpe | Estadi Comunal d'Andorra la Vella, Andorra la Vella |
| 18:30               | Lopez 3' · Puerto 11' · Cisteró 16' (pen) · Andreu Ramos 90+2' | Relatório |            | Árbitro: MNE Mileta Šćepanović                      |

| 15 de julho de 2021 | Coleraine   | 1 – 2     | Velež Mostar        | The Showgrounds, Coleraine |
| 21:00 (20:00 BST)   | Shevlin 33' | Relatório | Souza · Anđušić 71' | Árbitro: HUN Balázs Berke  |

| 15 de julho de 2021 | FC Swift Hesperange | 1 – 1     | Domžale  | Stade Alphonse Theis, Hesperange |
| 20:00               | Séné 31'            | Relatório | Käit 60' | Árbitro: BUL Georgi Davidov      |

| 15 de julho de 2021 | KF Llapi   | 1 – 1     | Shkupi  | Zahir Pajaziti Stadium, Podujevo |
| 20:00               | Fazliu 84' | Relatório | Ali 78' | Árbitro: AUT Walter Altmann      |

| 15 de julho de 2021 | Dinamo Batumi                                  | 3 – 0     | Tre Penne | Batumi Stadium, Batumi        |
| 18:30 (20:30 GET)   | Sanogo 16' · Mandzhgaladze 47' · Flamarion 51' | Relatório |           | Árbitro: MDA Veaceslav Banari |

| 15 de julho de 2021 | Sfântul Gheorghe                     | 2 – 3     | Partizani                         | Suruceni Stadium, Suruceni   |
| 19:00 (20:00 EEST)  | Volkov 4' (pen) · Solodovnicov 22' · | Relatório | Cara 15' · Stênio Júnior 42', 55' | Árbitro: GRE Vassilis Fotias |

| 15 de julho de 2021 | Urartu | 0 – 1     | Maribor   | Urartu Stadium, Ierevan         |
| 18:00 (20:00 AMT)   |        | Relatório | Šturm 85' | Árbitro: AUT Christopher Jaeger |

| 15 de julho de 2021 | Laçi                                   | 3 – 0 (pro) | Podgorica | Laçi Stadium, Laç           |
| 20:00               | Deliu 60' · Lushkja 93' · Prengaj 114' | Relatório   |           | Árbitro: UKR Yaroslav Kozyk |

| 15 de julho de 2021 | Sarajevo | 0 – 1     | Milsami Orhei | Asim Ferhatović Hase stadium, Sarajevo |
| 21:00               |          | Relatório | Gînsari 19'   | Árbitro: IRL Paul Mclaughlin           |

| 15 de julho de 2021 | KuPS                                                               | 5 – 0     | Noah | Savon Sanomat Areena, Kuopio |
| 18:00 (19:00 EEST)  | Nissilä 13' · Carrillo 24' · Udoh 36' · Uzochukwu 39' · Rangel 89' | Relatório |      | Árbitro: SRB Novak Simović   |

| 15 de julho de 2021 | Dila Gori                  | 2 – 1     | Žilina                   | Tengiz Burjanadze Stadium, Gori |
| 19:00 (21:00 GET)   | Camara 58' · Wanderson 70' | Relatório | Bichakhchyan 45+5' (pen) | Árbitro: SRB Milos Milanovic    |

| 15 de julho de 2021 | Sligo Rovers    | 1 – 2     | FH                    | The Showgrounds, Sligo     |
| 19:00 (18:00 IST)   | Kenny 84' (pen) | Relatório | Lennon 44', 49' (pen) | Árbitro: POR Luis Teixeira |

| 15 de julho de 2021 | Śląsk Wrocław              | 2 – 0     | Paide Linnameeskond | Stadion Wrocław, Wrocław  |
| 21:00               | Janasik 41' · Piasecki 66' | Relatório |                     | Árbitro: BIH Luka Bilbija |

| 15 de julho de 2021 | KÍ                        | 2 – 4 (pro) | FK RFS                                                       | Við Djúpumýrar, Klaksvík   |
| 20:00 (19:00 WEST)  | Færø 16' · Pavlović 45+2' | Relatório   | Jagodinskis 10' · Lemajić 25' · Deocleciano 27' · Šarić 108' | Árbitro: NIR Keith Kennedy |

| 15 de julho de 2021 | Larne    | 1 – 0     | Bala Town | Inver Park, Larne      |
| 20:30 (19:30 BST)   | Hale 84' | Relatório |           | Árbitro: CRO Dario Bel |

| 15 de julho de 2021 | Ararat Erevan           | 2 – 0     | Fehérvár | Estádio Republicano Vazgen Sargsyan, Ierevan |
| 15:00 (17:00 AMT)   | Pobulić 33' · Silue 85' | Relatório |          | Árbitro: CRO Igor Pajac                      |

| 15 de julho de 2021 | Gagra          | 1 – 1     | Sutjeska Nikšić | David Petriashvili Arena, Tbilisi |
| 18:00 (20:00 GET)   | Makatsaria 86' | Relatório | Janjić 51'      | Árbitro: HUN Ferenc Karakó        |

| 15 de julho de 2021 | Petrocub Hîncești | 1 – 0     | Sileks | Stadionul Municipal, Hîncești |
| 19:00 (20:00 EEST)  | Plătică 90+5'     | Relatório |        | Árbitro: AZE Elchin Masiyev   |

| 15 de julho de 2021 | Vllaznia                         | 3 – 0     | Široki Brijeg | Estádio de Loro-Boriçi, Escodra |
| 21:00               | Gjurgjevikj 46', 78' · Imami 62' | Relatório |               | Árbitro: SWE Kaspar Sjöberg     |

| 15 de julho de 2021 | Bohemian                  | 3 – 0     | Stjarnan | Dalymount Park, Phibsborough |
| 20:45 (19:45 IST)   | Kelly 34', 54' · Burt 75' | Relatório |          | Árbitro: GIB Jason Barcelo   |

| 15 de julho de 2021 | The New Saints                | 2 – 0     | Glentoran | Park Hall, Oswestry                 |
| 19:15 18:15 (BST)   | McManus 26' (pen) · Smith 27' | Relatório |           | Árbitro: ISL Ivar Orri Kristjansson |

| 15 de julho de 2021 | Gżira United | 1 – 1 (pro) | Sant Julià | Centenary Stadium, Ta' Qali         |
| 20:00               | Mentz 53'    | Relatório   | Gomis 21'  | Árbitro: LVA Vitālijs Spasjoņņikovs |

|                                    |       | Penalidades                 |  |
| Maxuell Mendonza Pisani Mentz Borg | 5 – 3 | Nimani Gomis Bacari Echaide |  |

| 15 de julho de 2021 | Kauno Žalgiris            | 2 – 0     | Europa | Darius and Girėnas Stadium, Kaunas |
| 18:00 (19:00 EEST)  | Naah 40' · Pilibaitis 54' | Relatório |        | Árbitro: GEO Irakli Kvirikashvili  |

| 13 de julho de 2021 | Newtown | 0 – 1     | Dundalk   | Latham Park, Newtown          |
| 18:45 (17:45 BST)   |         | Relatório | Duffy 52' | Árbitro: ROU Andrei Chivulete |

| 15 de julho de 2021 | Spartak Trnava           | 2 – 0     | Mosta | Anton Malatinský Stadium, Trnava |
| 20:45               | Twardzik 16' · Yusuf 34' | Relatório |       | Árbitro: SVN Nejc Kajtazovic     |

| 15 de julho de 2021 | Struga       | 1 – 4     | FK Liepāja                                 | Gradska Plaža Stadium, Struga |
| 17:00               | Skenderi 57' | Relatório | Effiong 45' · Dodô 47', 49' · Kārkliņš 62' | Árbitro: KAZ Artyom Kuchin    |

| 15 de julho de 2021 | Breiðablik                          | 2 – 0     | Racing Luxembourg | Kópavogsvöllur, Kópavogur    |
| 21:00 (19:00 WET)   | Svanthórsson 50' · Vilhjálmsson 74' | Relatório |                   | Árbitro: UKR Vitaliy Romanov |

| 15 de julho de 2021 | NSÍ         | 1 – 3     | Honka                         | Við Løkin, Runavík            |
| 19:00 (18:00 WEST)  | Nielsen 70' | Relatório | Dongou 8', 60' · Kaufmann 64' | Árbitro: WAL Thomas Gary Owen |